# Колд-Брук (Нью-Йорк)
Колд-Брук (англ. Cold Brook) — селище (англ. village) в США, в окрузі Геркаймер штату Нью-Йорк. Населення — 250 осіб (2020).

## Географія
Колд-Брук розташований за координатами 43°14′24″ пн. ш. 75°2′20″ зх. д. / 43.24000° пн. ш. 75.03889° зх. д. (43.239875, -75.038869).  За даними Бюро перепису населення США в 2010 році селище мало площу 1,14 км², уся площа — суходіл.

## Демографія
Згідно з переписом 2010 року, у селищі мешкало 329 осіб у 125 домогосподарствах у складі 85 родин. Густота населення становила 289 осіб/км².  Було 134 помешкання (118/км²).
Расовий склад населення:
| - 99,1 % — білих |

До двох чи більше рас належало 0,9 %. Частка іспаномовних становила 0,6 % від усіх жителів.
За віковим діапазоном населення розподілялося таким чином: 28,6 % — особи молодші 18 років, 59,8 % — особи у віці 18—64 років, 11,6 % — особи у віці 65 років та старші. Медіана віку мешканця становила 33,8 року. На 100 осіб жіночої статі у селищі припадало 105,6 чоловіків;  на 100 жінок у віці від 18 років та старших — 91,1 чоловіків також старших 18 років.
Середній дохід на одне домашнє господарство  становив 54 872 долари США (медіана — 38 125), а середній дохід на одну сім'ю — 54 031 долар (медіана — 35 750). Медіана доходів становила 43 571 долар для чоловіків та 37 750 доларів для жінок. За межею бідності перебувало 11,9 % осіб, у тому числі 23,5 % дітей у віці до 18 років та 12,5 % осіб у віці 65 років та старших.
Цивільне працевлаштоване населення становило 142 особи. Основні галузі зайнятості: освіта, охорона здоров'я та соціальна допомога — 28,2 %, роздрібна торгівля — 26,1 %, виробництво — 12,0 %, публічна адміністрація — 10,6 %.